# Енрико Фери
Енрико Фери (итал. Enrico Ferri; Сан Бенедето По, 25. фебруар 1856 — 12. април 1929) је био италијански криминолог, социолог и студент Чезареа Ломброзоа, оснивач Италијанске школе за криминологију. Док је Ломброзо истраживао наводно физиолошке) факторе који мотивишу криминалце, Фери је истраживао социјалне и економске аспекте. Служио је као уредник социјалистичког дневника Аванти, и 1884, када је његова књига „Кривична социологија” објављена. Касније, његов рад је послужио као основа аргентинског кривичног закона 1921. Иако се на почетку противио италијанском диктатору Бениту Мусолонију, Фери је касније постао један од главних присталица Мусолинија и његове Националне фашистичке партије.

## Биографија
Фери је рођен уЛомбардији 1856. године. Прво је радио као предавач, а касније и као професор кривичног права, провео је неко време као студент код Чезарае Ломброза. Док је Ломброзо истраживао антрополошку криминологију , Фери се фокусирао на социјалним и економским утицајима на бази криминала.
Феријево истраживање довело је да његове постулирајуће теорије које се позивају на методе за спречавање криминала са буду ослонац спровођења закона, за разлику од кажњавања злочинаца након што су се њихови преступи десили. Он је постао оснивач школе позитивиста, и он је истраживао психолошки и социјални позитивизам за разлику од биолошког позитивизма код Ломбороза.
Фери, у то време радикално,је изабран за Италијански парламент 1886. Године 1893, он се придружио Италијанској социјалистичкој партији и уређивао њихове дневне новине Аванти. Током 1900 и 1904 говорио је у Конгресу против улоге социјалистичких министара у буржоаским владама.
Фери је фаворизовао италијанску неутралност током Првог светског рата, а поново је изабран за посланика социјалистичке партије 1921.у послератној Италији. Постао је присталица Мусолинијевог фашистичког режима. Фери је умро 1929 године.

## Литерарни рад
- Кривична социологија (1884)
- Социјализам и позитивна наука (1894)
- Позитивне школе за криминологију (1901)
- Кривична Социологија(1905)
- Социјализам и модерне науке (1894)

## Теорије криминологије
Фери је оспорио Ломброзов нагласак на биолошким карактеристикама криминалаца; уместо тога, он се усресредио на проучавање психолошких карактеристика, за које је веровао да чине развој криминала код појединца. У ове карактеристике укључен је говор, рукопис, тајни симболи и уметност, као и морална неосетљивост, претходи се његовом извршењу, као и одсуству кајања после извршења.
Фери тврди да осећања као што су религија, љубав и лојалност не доприносе криминалном понашању, ове идеје су превише компликоване да имају одређен утицај на основном моралном смислу особе, од којих Фери верује да криминално понашање потиче. Фери је тврдио да друга осећања, као што су мржња, похлепност и сујета имају веће утицаје то јест одржавају над моралном смислу особе.
Фери сажима своју теорију дефинисањем кривичне психологије као неисправним отпором криминалних склоности и искушења, због лоше уравнотежене импулсивности која је карактеристична за децу и дивљаке.

## Политичка уверења
Фери је често поредио социјализам и дарвинизам) и осппоравао је поједине радова Ернста Хекела који су истицали противречност две школе мишљења. Фери је тврдио да је дарвинизам пружио социјализму његове кључне научне принципе.
Феријево виђење религије и науке као обрнуто пропорционално. Фери је приметио да је дарвинизам дао један штетан ударац религији и пореклу универзума према цркви, па је социјализам порастао у односу на њега. Тако је Фери тврдио да је социјализам проширење дарвинизма и теорије еволуције. Пред сам крај свог живота постао је један од главних присталица Бенита Мусолинија. Почео је да разматра фашизам као израз социјалистичких идеала, па је фашизам био „афирмација државе против либералног индивидуализма”.